# Munidopsis papanui
Munidopsis papanui is een tienpotigensoort uit de familie van de Munidopsidae. De wetenschappelijke naam van de soort is voor het eerst geldig gepubliceerd in 2006 door Schnabel & Bruce.